# Le inchieste dell'ispettore Zen
Le inchieste dell'ispettore Zen (Zen) è una serie televisiva della BBC andata in onda in Italia su Canale 5. Narra le vicende di un ispettore di polizia veneziano a Roma, Aurelio Zen, interpretato da Rufus Sewell e si snoda in tre episodi, "Vendetta" messo in onda in Italia il 7 luglio 2013, "La Cripta" messo in onda il 14 luglio 2013 e "Nido di serpi" messo in onda il 21 luglio 2013.